# Oona von Maydell

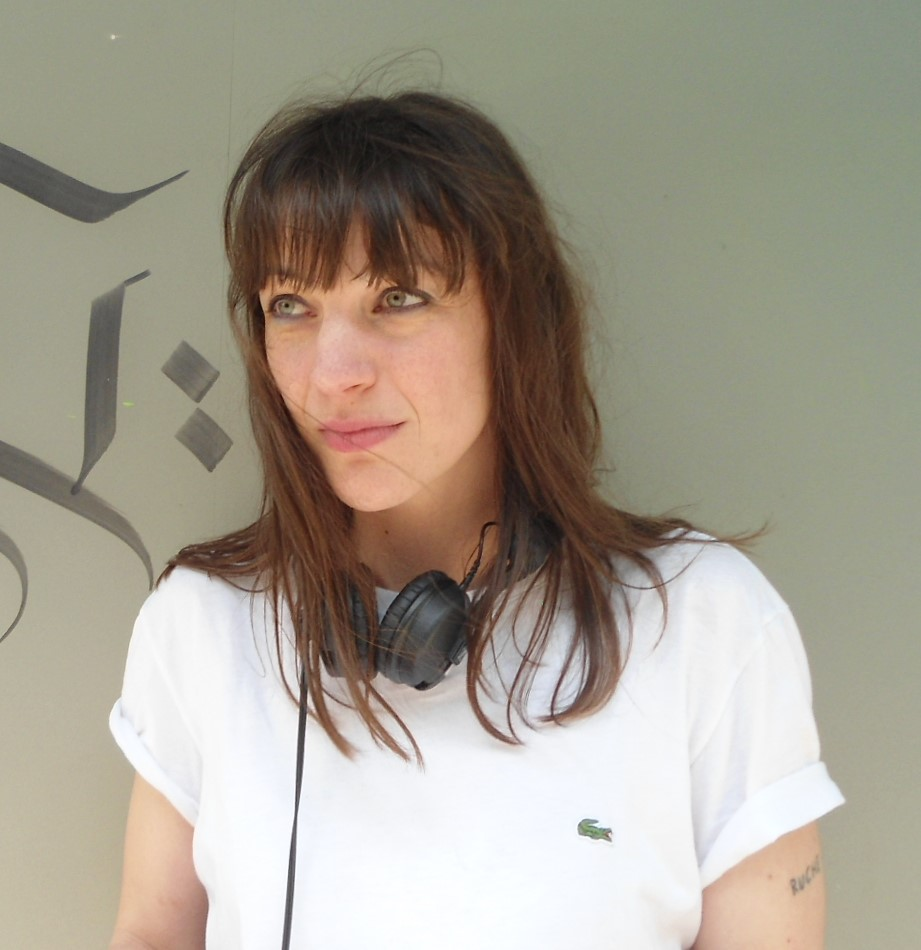
Oona von Maydell (2019)

Oona von Maydell (* 1985 in Possenhofen, Bayern) ist eine deutsche Filmschauspielerin sowie Regisseurin und Produzentin.

## Leben
Oona von Maydell ist die Tochter von Claude-Oliver Rudolph und Sabine von Maydell und wuchs in Bayern und Frankreich auf. Sie ging in Gröbenzell und Saarbrücken in die Waldorfschule. Von 2004 bis 2007 studierte von Maydell Malerei an der Hochschule der Bildenden Künste Saar und von 2007 bis 2010 an der Staatlichen Hochschule für Bildende Künste – Städelschule in Frankfurt am Main. 2013 schloss sie an der Johann Wolfgang Goethe-Universität Frankfurt am Main den Masterstudiengang Curatorial Studies ab.
Von 2016 bis 2022 studierte von Maydell an der Filmakademie Baden-Württemberg Film und Medien, das sie mit dem Schwerpunkt Drehbuch und Regie abschloss.  Von 2018 bis 2019 studierte sie mit dem Baden-Württemberg-Stipendium an der Filmhochschule La Fémis in Paris.
In Dominik Grafs Fernsehthriller Eine Stadt wird erpresst war sie 2006 erstmals in einer deutschen Fernsehproduktion zu sehen. 2007 spielte sie die Hauptrolle der Minou in dem Fernsehdrama Ein spätes Mädchen neben Fritzi Haberlandt und Matthias Schweighöfer. Es folgten weitere Rollen in Film und Fernsehen. Im Spielfilm Der Bunker war sie in der Hauptrolle der Mutter zu sehen. Der Film feierte seine Premiere am 7. Februar 2015 auf der 65. Berlinale.
Ihr Kurzfilm La Ruche hatte 2018 seine Premiere im Kurzfilm-Wettbewerb auf dem 39. Filmfestival Max Ophüls Preis in Saarbrücken. Auch ihr nächster Kurzfilm Abweichen feierte 2020 seine Premiere im Kurzfilm-Wettbewerb. Sie erhielt auch eine Einladung zum Wettbewerb beim serbischen Filmfestival Internacionalni festival filma Kustendorf.

## Filmografie

### Schauspielerin
- 2006: Eine Stadt wird erpresst
- 2007: Ein spätes Mädchen
- 2007: Ein Fall für zwei (Fernsehserie, Folge Außer Kontrolle)
- 2008: Chaostage – We Are Punks!
- 2009: Flemming (Fernsehserie, Folge Der Tag ohne gestern)
- 2010: Großstadtrevier (Fernsehserie, Folge Dumm gelaufen)
- 2011, 2020: SOKO Stuttgart (Fernsehserie, verschiedene Rollen 2 Folgen)
- 2012: Muster (Art-Film für die Documenta 13, Regie: Clemens von Wedemeyer)
- 2012: SOKO Wismar (Fernsehserie, Folge Tot im Beton)
- 2015: Der Bunker
- 2015: Tatort: Hinter dem Spiegel (Fernsehreihe)
- 2017: Lindenstraße (Fernsehserie, 3 Folgen)
- 2017: SOKO Köln (Fernsehserie, Folge Fahrerflucht)
- 2017: Das Nebelhaus
- 2018: La Ruche (Kurzfilm)
- 2019: Mord geht immer – Der Koch ist tot (Fernsehreihe)
- 2019: Electric Girl
- 2019: Kommissar Dupin: Bretonische Geheimnisse (Fernsehreihe)
- 2020: Lichter der Stadt
- 2021: Das Lied des toten Mädchens
- 2021: Mission Ulja Funk
- 2022: Alice (Teil 1)
- 2022: Die drei !!! (Fernsehserie, eine Folge)
- 2023: Une zone à défendre
- 2023: Laim: Laim und die schlafenden Hunde
- 2025: Eine mit Herz – Familiengeheimnisse (Fernsehreihe)

### Buch, Regie, Produktion
- 2017: Jim (Kurzfilm, Regie/Drehbuch)
- 2018: La Ruche (Kurzfilm, Regie/Drehbuch/Produktion)
- 2020: Abweichen (Kurzfilm, Regie/Drehbuch/Produktion)
- 2020: Plume (Kurzfilm, Drehbuch)
- 2022: Kurschatten (Kurzfilm, Drehbuch)
- 2022: Somnambule (Kurzfilm, Regie/Drehbuch/Produktion)

## Veröffentlichungen
- Oona von Maydell (Hg.): Aimer tes heros, Plakat-Bildband. Bielefeld: Kerber, 2016, ISBN 978-3-7356-0159-9.

## Auszeichnungen (Auswahl)
- 2020: Goldener Reiter, Filmfest Dresden für Plume
- 2021: Caligari-Filmpreis für Somnambule
- 2023: Publikumspreis, Günther-Rohrbach-Filmpreis für Somnambule